# Thorsten Sellin
 (juin 2010).
Améliorez-le ou discutez des points à vérifier. 
Pour les articles homonymes, voir Sellin.
Thorsten Sellin est un sociologue suédois qui a joué le rôle d'intermédiaire, à la fin des années 1930, entre les sociologues, les pénologues et les criminologues.
Il a étudié la crise de 1929 et ses conséquences sur le crime et est l’auteur de Conflits de culture et criminalité (1938).

## Biographie
Les idées principales proposées par Sellin  :
- Il s’intéresse à la confrontation de deux milieux culturels différents, notamment dans le cadre de l'immigration. Les différences entre les normes des milieux culturels, amène, selon lui, des comportements déviants ou du moins considérés comme tels par le groupe social dominant dans la société. L’immigré vise à se différencier de la culture d’accueil.
- Pour Sellin, le droit pénal réprime toujours des dérives ayant trait aux intérêts dominants d’une société, à un groupe social donné. Le droit pénal est modifié au gré des changements de groupes sociaux dominants, et des changements de valeurs. Le droit pénal est donc le produit d’une époque donnée. Ainsi le crime a un caractère variable selon les époques.
- La théorie des configurations d’idées : c’est un ensemble d’idées transmises de façon formelle ou informelle. L’individu est confronté à des choix, qui forment l’expression de la personnalité. Certains de ces choix, routiniers et socialement définis, sont appelés « réponses définies ». Ce sont des choix acceptés comme normes. De telles normes de conduite se retrouvent dans tous les pans de la société, qu’ils soient en périphérie du droit pénal, ou conforme à celui-ci.

L’individu voit se confronter différentes normes de conduite, venant par exemple de la famille, de l'environnement de travail, de la religion…. Certaines d'entre elles peuvent être difficiles à concilier, voire se contredire : par conséquent des conflits de normes peuvent émaner. Ils éclatent, par exemple, entre des groupes sociaux radicalement différents, aux normes diamétralement opposées. L’exemple le plus probant est l’immigration, mettant en contact des habitudes culturelles différentes. C'est également le cas lorsque la loi ou la norme en vigueur dans une zone géographique s'étend à une autre. Le droit coutumier algérien par exemple prônait une solution différente du code pénal français en cas d’épouse adultère : ainsi ce qui était auparavant la norme, devient un crime, ce qui mène à ce qu'il nomme le conflit des cultures.
- Sellin expose trois types de situations conflictuelles :
  - d'abord quand des codes culturels différents se heurtent à la frontière de zones de culture contigües
  - ensuite, dans le cas des normes légales, quand la loi d'un groupe culturel est étendue pour couvrir le territoire d'un autre groupe culturel
  - enfin, quand les membres d'un groupe culturel émigrent dans un autre groupe culturel.
- Sellin dénombre les conflits primaires et secondaires
  - les conflits secondaires sont dus à un processus de différenciation sociale engendrée par l'évolution de la culture de différents groupes sociaux.
  - Les conflits primaires sont ceux qui procèdent de la migration de normes d'une culture à une autre, ou encore qui se développent à la frontière de deux cultures lors d'une colonisation ou encore par l'effet de migrations d'un groupe dans d'autres.

### Explications
Pour Sellin, le crime est constant dans toutes les cultures. Cependant, l'idée n’est pas que la conformité à une culture cause une déviance dans l'autre quoi que ceci puisse être quelquefois le cas. Pour lui, il s’agit de l’érosion des normes par frottement. Le délinquant, en général, est l'individu mal adapté à son propre groupe. L’idée principale est que la culture contient des normes de conduite qu'il faut intégrer et apprendre à respecter. Dans certains cas ceci peut être difficile.
- Conflit primaire : conflit entre cultures étrangères l'une à l'autre. Confine l'immigrant dans un ghetto géographique, culturel, social et au niveau de l'emploi
- Conflit secondaire : causé par un schisme, une fraction interne.

### Explication

#### Générations d'immigrants
- Arrivants. Généralement limités aux ghettos (pratiques distinctes, langue, traditions, valeurs, nostalgie). Souvent conservateur. Présence de normes solides imposées autoritairement. Identité forte et non-problématique. Facteur à considérer : pour bien des immigrants leur migration est également une urbanisation : les immigrants sont souvent de souche rurale et atterrissent en ville. Il y a aussi passage d'un concept de famille élargie à celui de famille « nucléaire ». Enfin : « adolescence » conceptualisée différemment en Occident.

Les arrivants sortent éventuellement du ghetto avec arrivée d'argent et intégration fonctionnelle (minimale). Fait important : le crime ne les suit pas. Changement de vie ? Cause la plus probable : crime effet de la désorganisation sociale locale 
Mobilité des immigrants :
1. quartiers fondateurs :  Apprentissage de la langue. Délabrement. Multiethnicité.
2. enclaves ethniques : signe de d'ascension sociale. Culturellement non-diversifiés, protégés.
3. quartiers d'éparpillement : le migrant se conçoit comme intégré. Il déménage dans un quartier de « groupe social économique » et non ethnique. Fin du besoin de support ethnique.

- Deuxième génération. Vit un conflit entre les normes parentales et les normes de la classe moyenne propre au pays d’accueil.  Problème d'identité qui peut être résolu de 4 façons : 
  - marginalisation (acceptation de l'identité négative)
  - assimilation
  - retrait (séparation et glorification de l'ethnicité)
  - biculturalisme (intégration personnelle de valeurs de sources différentes)
- Troisième génération. Mieux intégrée, au point que l'ethnicité refait surface comme recherche des sources.

#### applications pratiques de la théorie de Sellin
Il est indéniable que les émeutes de 2005 dans les banlieues françaises émanent d’un différend entre la société dominante et des minorités. Si l’on examine l’historique des banlieues, on voit que celles-ci se sont créées majoritairement pendant les différentes vagues d’immigration en France. Le flot d’immigrants est venu grossir successivement les banlieues des grands centres urbains français (période des « trente glorieuses » …). La société française a eu du mal à intégrer cette population de masse, et face à la crise du logement, la concentration verticale fut trouvée comme remède. Ces populations, exportant leur culture propre, un premier fossé se creuse entre la population immigrante et la population locale. On trouve ici, comme l’expliquait Sellin, les premiers facteurs de criminalité. Corrélativement à ceci, certaines pratiques ayant trait à la culture de l’immigrant peuvent être réprimées par le droit pénal du pays d’accueil (excision…). Ceci peut creuser un second fossé dans le processus intégrationnel. Tous ces facteurs peuvent causer des conflits de normes entre les différents groupes culturels existants dans les banlieues et entre ces groupes culturels et la culture dominante. Ces conflits peuvent émaner de la culture, de la religion, des normes de conduites qui différent. Ainsi un phénomène identitaire des minorités culturelles peut apparaître comme un refus de conformité par le groupe culturel dominant. Parallèlement, ce même groupe culturel dominant peut apparaître comme non intégrateur pour les cultures minoritaires.
Ici, en outre, la banlieue est en proie à un conflit primaire. En effet le conflit nait entre deux cultures étrangères l'une à l'autre. Ceci confine l'immigrant dans un ghetto géographique, culturel, social et au niveau de l'emploi. C’est en effet les principales « revendications » des habitants des banlieues. Le phénomène de ghettoïsation a accouché de zones au taux de chômage élevé et de criminalité elle-même aussi élevée. À cela il faut ajouter la promiscuité des lieux d’habitats (la plupart des bâtiments ont été construits dans les années 1960-1970), la vétusté… qui sont des facteurs déclenchant des situations de crise. 
Comme l’énonçait Sellin, le conflit de culture est un facteur de criminalité. Ceci s’est largement vérifié pendant les émeutes de 2005. Dans cette crise, on est majoritairement confronté à des personnes de 2e génération d’immigrants. Pour ces personnes, un conflit de culture émane de la norme parentale confronté à la norme moyenne du pays d’accueil.

## Travaux
- Research memorandum on crime in the depression, 1937
- War and crime: A research memorandum, 1942
- The annals of the American Academy of Political and Social Science, 1943
- Some current issues in penal treatment, 1950
- The significance of records of crime, 1951
- The protective code: A Swedish proposal, 1957
- The death penalty: A report for the Model penal code project of the American Law Institute, 1959
- Constructing an index of delinquency: A manual, 1963
- Systems of reporting "crimes known to the police" in selected foreign countries, 1967
- The criminality of youth, 1975